# Битти, Дэвид
Дэвид Битти, 1-й граф Битти (англ. David Beatty; 17 января 1871, Хаубек, округ Стэпли, Нантвич, графство Чешир — 11 марта 1936) — британский флотоводец, адмирал флота (1919), Первый лорд Адмиралтейства (1919—1927).

## Биография
Дэвид Битти родился 17 января 1871 года в семье отставного армейского капитана Дэвида Лонгфилда Битти, происходившего из ирландских дворян.
Начал службу на флоте в январе 1884 года, в 1897—1899 годах участвовал в войне в Суданe, в том числе в походе британских войск на Хартум (1898), во время которого был повышен в звании до коммандера.
Участвовал в подавлении Ихэтуаньского восстания в 1900 году, в июне 1900 года при взятии Тяньцзиня был дважды ранен в руку. За своё мужество Битти был награждён повышением в звании — в возрасте 29 лет он стал самым молодым капитаном в Королевском флоте (средний возраст человека, получающего звание капитана, в те времена был 43 года).
С 1908 по 1910 годы командовал броненосцем «Куин». 1 января 1910 года Дэвид Битти получил звание контр-адмирала, став самым молодым адмиралом британского флота со времён Горацио Нельсона (не считая членов королевской семьи).
Во время Первой мировой войны Битти участвовал в Гельголандском сражении (1914), битве при Доггер Банке (1915) и Ютландском сражении (1916). Показал себя агрессивным командиром, ожидающим от своих подчинённых проявления инициативы вместо ожидания приказов командира. В декабре 1916 года сменил Джона Джеллико на посту командующего Гранд флитом и получил звание адмирала. 
В 1919 году стал Первым морским лордом и получил титул графа Битти.